# Richard Garth Henning
Richard Garth Henning (Rockville Centre, 17 ottobre 1964) è un arcivescovo cattolico statunitense, dal 5 agosto 2024 arcivescovo metropolita di Boston.

## Biografia
Richard Garth Henning è nato a Rockville Centre, sede vescovile nella contea di Nassau, il 17 ottobre 1964 da Richard e Maureen Henning. Primo di cinque fratelli, è cresciuto a Valley Stream, dove ha riceve i sacramenti del battesimo, della prima comunione e della confermazione presso la parrocchia del Santo Nome di Maria. Ha frequentato la scuola parrocchiale. Suo padre era un pompiere e sua madre era un'infermiera. Henning attribuisce al loro esempio di servizio il merito di avere ispirato la sua stessa vocazione.

### Formazione e ministero sacerdotale
Nel 1982 si è diplomato alla Chaminade High School di Mineola.
Nel 1988 ha conseguito un Master of Arts in storia presso la Università St. John's di New York. Dopo la laurea, è entrato nel seminario "Immacolata Concezione" di Lloyd Harbor.
Il 30 maggio 1992 è stato ordinato presbitero per la diocesi di Rockville Centre nella cattedrale diocesano da monsignor John Raymond McGann. In seguito è stato vicario parrocchiale della parrocchia di San Pietro d'Alcántara a Port Washington dal 1992 al 1997. Nel 1997 è stato inviato a Washington per studi. Ha fornito sostegno pastorale nei fine settimana nella parrocchia della cattedrale di San Tommaso Moro ad Arlington e nella parrocchia di San Patrizio a Washington. Nel 2000 ha ottenuto la licenza in teologia biblica presso l'Università Cattolica d'America. In seguito si è trasferito a Roma per studiare alla Pontificia università "San Tommaso d'Aquino". Nel 2007 ha conseguito il dottorato in teologia biblica. Tornato in diocesi già prima di terminare gli studi, è stato professore di Sacra Scrittura e formatore presso il seminario "Immacolata Concezione" di Huntington dal 2002 al 2012, rettore dello stesso dal 2012 al 2018, direttore dell'Istituto per la formazione permanente del clero "Sacro Cuore" dal 2012 al 2018 e vicario episcopale del vicariato centrale nel 2017.
Ha svolto il ministero pastorale come cooperatore festivo nelle parrocchie di San Patrizio a Bay Shore dal 2002, di Santa Maria a Roslyn dal 2002 al 2016 e di San Matteo a Dix Hills dal 2015 e come amministratore parrocchiale della parrocchia di Nostra Signora del Magnificat a Ocean Beach dal luglio del 2015.
Nel 2008 ha ricevuto il titolo onorifico di cappellano di Sua Santità.

### Ministero episcopale

Stemma come vescovo ausiliare di Rockville Centre

Stemma come vescovo di Providence

L'8 giugno 2018 papa Francesco lo ha nominato vescovo ausiliare di Rockville Centre e titolare di Tabla. Ha ricevuto l'ordinazione episcopale il 24 luglio successivo nella cattedrale di Sant'Agnese a Rockville Centre dal vescovo di Rockville Centre John Oliver Barres, co-consacranti il vescovo emerito della stessa diocesi William Francis Murphy e il vescovo di Brooklyn Robert John Brennan. Ha prestato servizio come vicario episcopale per l'evangelizzazione parrocchiale e la pastorale dal 2018 e vicario episcopale per il clero dal 2021.
Nel novembre 2019 ha compiuto la visita ad limina. 
Nel 2020, insieme al vescovo John Oliver Barres, si è trovato al centro delle polemiche a causa della dichiarazione di bancarotta della diocesi di Rockville Centre.
Il 23 novembre 2022 papa Francesco lo ha nominato vescovo coadiutore di Providence. Il 26 gennaio successivo è stato accolto in diocesi con una cerimonia tenutasi nella cattedrale dei Santi Pietro e Paolo a Providence. Il 1º maggio 2023 è succeduto alla medesima sede.
Il 5 agosto 2024 lo stesso papa lo ha nominato arcivescovo metropolita di Boston. Ha preso possesso dell'arcidiocesi il 31 ottobre successivo.
In seno alla Conferenza dei vescovi cattolici degli Stati Uniti è presidente del sottocomitato per traduzione del testo delle Scritture  e membro del comitato per la dottrina  e del sottocomitato per la Chiesa in America latina.
Oltre all'inglese, parla fluentemente spagnolo ed italiano ed è in grado di leggere francese, greco ed ebraico.

## Genealogia episcopale
La genealogia episcopale è:
- Cardinale Scipione Rebiba
- Cardinale Giulio Antonio Santori
- Cardinale Girolamo Bernerio
- Arcivescovo Galeazzo Sanvitale
- Cardinale Ludovico Ludovisi
- Cardinale Luigi Caetani
- Cardinale Ulderico Carpegna
- Cardinale Paluzzo Paluzzi Altieri degli Albertoni
- Papa Benedetto XIII
- Papa Benedetto XIV
- Papa Clemente XIII
- Cardinale Enrico Benedetto Stuart
- Papa Leone XII
- Cardinale Chiarissimo Falconieri Mellini
- Cardinale Camillo Di Pietro
- Cardinale Mieczysław Halka Ledóchowski
- Vescovo Jan Maurycy Paweł Puzyna de Kosielsko
- Arcivescovo Józef Bilczewski
- Arcivescovo Bolesław Twardowski
- Arcivescovo Eugeniusz Baziak
- Papa Giovanni Paolo II
- Cardinale Justin Francis Rigali
- Vescovo John Oliver Barres
- Arcivescovo Richard Gart Henning